# Blue (песня Лиэнн Раймс)
«Blue» — песня американской кантри-певицы Лиэнн Раймс, вышедшая в качестве 1-го сингла с её дебютного студийного альбома Blue (1996). Лиэнн впервые записала эту песню в 11 лет, а на этом альбоме ей уже было 13 лет. Автором песни выступил Билл Мэк, кантри-музыкант и радио диск-жокей, написавший её ещё в 1956 году и выпустивший виниловый сингл с ней в 1958 году. 
Песня получила несколько наград и номинаций, включая две Грэмми и награду Академии кантри-музыки ACM Awards в престижной категории «Лучшая песня года» (Song of the Year).
В 1997 году также были номинации Country Music Association Awards на Song of the Year, и на 1997 Country Radio Music Awards (Song of the Year), а телеканал CMT включил песню в список 100 лучших кантри-песен всех времён.

## Награды и номинации
Источник:
| Награда                | Категория                                                     | Результат |
| ---------------------- | ------------------------------------------------------------- | --------- |
| Grammy Awards          | Лучший женский кантри-вокал                                   | Победа    |
| Grammy Awards          | Лучшая кантри-песня                                           | Победа    |
| Grammy Awards          | Лучшая песня                                                  | Номинация |
| ACM Awards             | Песня года (Song of the Year)                                 | Победа    |
| ACM Awards             | Сингл года (Single Record of the Year)                        | Победа    |
| CMA Awards             | Песня года (Song of the Year)                                 | Номинация |
| Billboard Music Awards | Кантри-видеоклип года (Best Country Music Video of the Year)  | Победа    |
| Billboard Music Awards | Лучшее видео новичка года (Best New Artist Video of the Year) | Победа    |

## Чарты

### Еженедельные чарты
| Чарт (1996/1998)                                       | Высшая позиция |
| ------------------------------------------------------ | -------------- |
| Австралия (ARIA)                                       | 10             |
| Канада Canada Country Tracks (RPM)                     | 1              |
| Великобритания UK Singles (The Official Chart Company) | 23             |
| США (Billboard Hot 100)                                | 26             |
| США (Billboard Hot Country Songs)                      | 10             |

### Итоговые годовые чарты
| Чарт (1996) | Позиция |
| ----------- | ------- |
| Австралия   | 50      |

## Сертификации
| Регион                                                       | Сертификация | Продажи |
| ------------------------------------------------------------ | ------------ | ------- |
| США (RIAA)                                                   | Золотой      | 500,000 |
| * Данные о продажах приведены только на основе сертификации. |              |         |